# Bogdan Burczyk
Bogdan Wojciech Burczyk (ur. 25 lipca 1930 w Przesławicach. zm. 25 listopada 2022) – polski specjalista z zakresu chemii surfaktantów i układów zdyspergowanych oraz chemii acetali i eterów, profesor zwyczajny.

## Życiorys
Był absolwentem liceum ogólnokształcącego w Brodnicy (1949). W 1955 ukończył studia na Politechnice Wrocławskiej. Już od 1954 pracował w macierzystej uczelni. Tam w 1962 uzyskał stopień naukowy doktora na podstawie pracy Przemiany węglowodorów terpenowych zawartych w drewnie świerkowym w czasie otrzymywania celulozy siarczynowej, w 1970 stopień naukowy doktora habilitowanego na podstawie pracy Badania nad otrzymywaniem i własnościami eterów terpenowych. W 1970 został mianowany docentem, w 1976 otrzymał tytuł profesora nadzwyczajnego, w 1990 tytuł profesora zwyczajnego. Był prodziekanem Wydziału Chemicznego Politechniki Wrocławskiej (1969-1972), kierownikiem Zakładu Technologii Organicznej PWr (1971-1996), z-cą dyrektora (1972-1981) i następnie dyrektorem (1991-1996) Instytutu Technologii Organicznej i Tworzyw Sztucznych PWr.
W prowadzonych badaniach zajmował się wybranymi zagadnieniami przemysłowej syntezy organicznej, w tym głównie otrzymywaniem przyjaznych środowisku naturalnemu  związków powierzchniowo czynnych. Jest współtwórcą metod syntezy nowych surfaktantów chemodegradowalnych z grupy liniowych i cyklicznych acetali oraz oksyetylenowanych alkoholi monoterpenowych i eterów poliglikoli. Zajmował się syntezą, oceną właściwości powierzchniowych i podatnością na biodegradację surfaktantów cukrowych oraz biosurfaktantów z grupy surfaktyn. Propagator, w skali krajowej, filozofii, zasad i osiągnięć zielonej chemii. Autor/współautor 165 publikacji naukowych i 46 patentów. Promotor 8 przewodów doktorskich i opiekun naukowy 5 przewodów habilitacyjnych. Jest twórcą wrocławskiej szkoły naukowej: „Chemia związków powierzchniowo czynnych i układów zdyspergowanych”. Członek Centralnej Komisji do Spraw Stopni i Tytułów Naukowych (1994 – 2002); Kolegium Redakcyjnego czasopisma Wiadomości Chemiczne (1978 – 2008); Rad Naukowych: Instytutu Chemii Przemysłowej (1978 – 1990), Instytutu Ciężkiej Syntezy Organicznej (1986 – 1990), Instytutu  Katalizy i Fizykochemii Powierzchni PAN (1990 – 2002).
Został pochowany na Cmentarzu Świętej Rodziny we Wrocławiu.

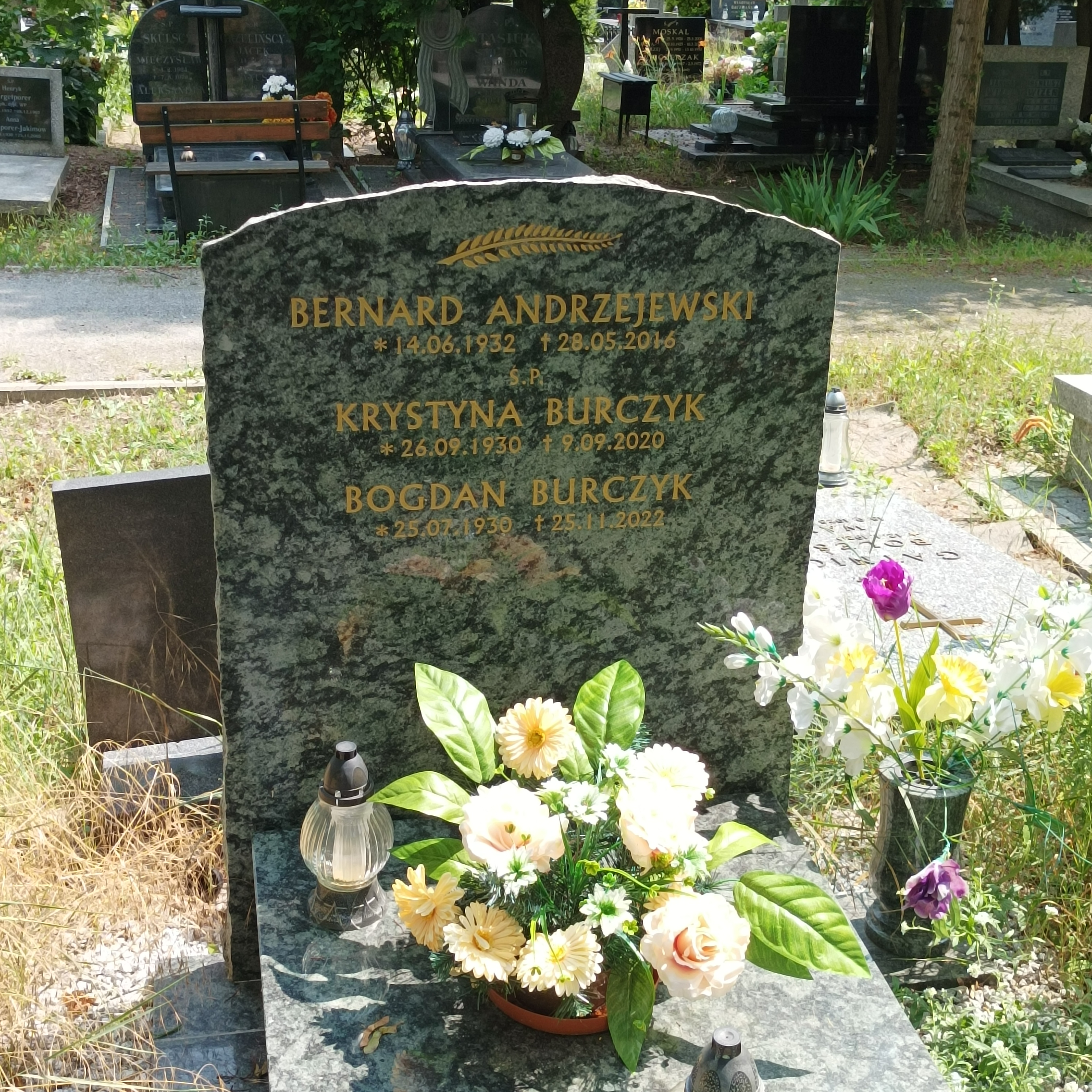
Grób prof. Bogdana Burczyka na Cmentarzu Świętej Rodziny

## Publikacje książkowe
- Biodegradable and Chemodegradable Nonionic Surfactants, [w:] Encyclopedia of Surface and Colloid Science, A.T. Hubbard (Ed.), M. Dekker, Inc., New York - Basel, 2002, ss 724-752.
- Novel Saccharide-Based Surfactants, [w:] Novel Surfactants. Preparation, Applications, and Biodegradability, K. Holmberg (Ed.), Second Edition Revised and Expanded, M. Dekker, Inc., New York – Basel 2003, ss 129-192.
- Zielona Chemia, [w:] Wielka Encyklopedia PWN, Wydawnictwo Naukowe PWN, Warszawa 2003, t. 31 (Suplement), ss 486-487.
- Zielona Chemia. Zarys, Oficyna Wydawnicza Politechniki Wrocławskiej, Wrocław 2006, ss 296 ; wyd. II poprawione, zaktualizowane i rozszerzone, Wrocław 2014, ss 356.
- Biomasa. Surowiec do Syntez Chemicznych i Produkcji Paliw, Oficyna Wydawnicza Politechniki Wrocławskiej, Wrocław 2011, ss 255; wyd. II zaktualizowane i rozszerzone, Wrocław 2019, ss 288.

## Odznaczenia i wyróżnienia państwowe
- 1971, 1978 – Nagroda Ministra Nauki i Szkolnictwa Wyższego (indywidualnie)
- 1981, 1986, 1998 – Nagroda Ministra Nauki i Szkolnictwa Wyższego (zespołowo)
- 1972 – Złoty Krzyż Zasługi
- 1977 – Krzyż Kawalerski Orderu Odrodzenia Polski
- 1983 – Medal Komisji Edukacji Narodowej Medal Komisji Edukacji Narodowej
- 1990 – Krzyż Oficerski Orderu Odrodzenia Polski

## Nagrody i odznaczenia polskich uczelni oraz stowarzyszeń i organizacji społecznych

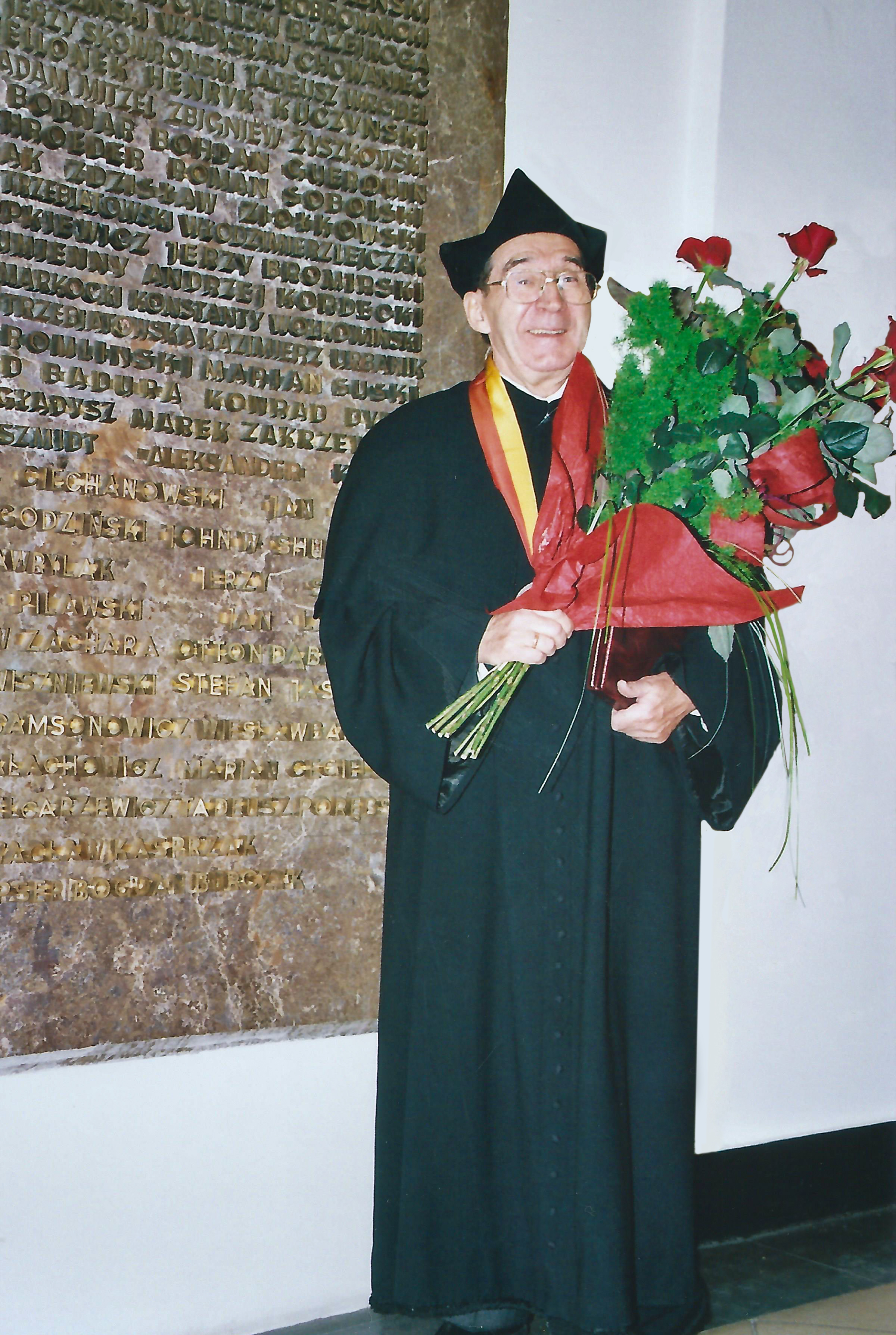
Prof. Bogdan Burczyk po uroczystości przyznania Medalu Politechniki Wrocławskiej przez senat tej uczelni, 2003

- 1984 – Odznaka Honorowa Polskiego Towarzystwa Chemicznego
- 1991 – Honorowa Odznaka Stowarzyszenia Inżynierów i Techników Przemysłu Chemicznego (SITPChem)
- 1999 – Srebrna Odznaka Honorowa NOT
- 2012 – Złota Odznaka Honorowa NOT
- 2003 – Medal Politechniki Wrocławskiej
- 2003 – Nagroda im. Znatowicza Polskiego Towarzystwa Chemicznego
- 2010 – Medal 100-lecia Uczelni Technicznych we Wrocławiu
- 2010 – Medal Zasłużony dla Wydziału Chemicznego Politechniki Wrocławskiej[4]
- 2020 – Medal Okolicznościowy Polskiego Towarzystwa Chemicznego

## Członkostwo w korporacjach naukowych
- Polskie Towarzystwo Chemiczne (1955 - )
- Stowarzyszenie Inżynierów i Techników Przemysłu Chemicznego (SITPChem) (1980 - )
- International Association of Colloid and Interface Scientists (1982 – 2001)
- European Colloid and Interface Science (1986 -  2001)
- American Oil Chemists` Society (1992 – 2001)
- Kolloid – Gesellschaft (1993 – 2002)